# Ново-Александрийский уезд
Ново-Александрийский уезд — административная единица в составе Люблинской губернии Российской империи, существовавшая c 1837 года по 1919 год. Административный центр — посад Ново-Александрия.

## История
Уезд образован в 1837 году в составе Люблинской губернии Российской империи. В 1919 году преобразован в Пулавский повят Люблинского воеводства Польши.

## Население
По переписи 1897 года население уезда составляло 145 362 человек, в том числе в посаде Ново-Александрия — 8617 жит.

### Национальный состав
Национальный состав по переписи 1897 года:
- поляки — 106 850 чел. (73,5 %),
- евреи — 24 065 чел. (16,6 %),
- русские — 9400 чел. (6,5 %),
- украинцы (малороссы) — 2455 чел. (1,7 %),

## Административное деление
В 1913 году в состав уезда входило 18 гмин: 
| - Воля-Челновская — пос. Баранов, - Гарбов — с. Гарбов, - Годов — с. Годов, - Голомб — д. Голомб, - Држевце — пос. Вонвальница, - Жиржин — д. Жиржин, - Ирена — пос. Ирена, - Казимерж — пос. Казимерж, - Камень — д. Камень, | - Карчмиска — д. Карчмиска, - Консковоля — пос. Консковоля, - Куров — пос. Куров, - Маркушов — пос. Маркушов, - Новая-Александрия — пос. Ново-Александрия, - Ополе — пос. Ополе, - Рыбитвы — пос. Юзефов, - Целеев — пос. Казимерж, - Щекарков — д. Щекарков. |